# فرستا (بيخاتش)
فرستا هي قرية في البوسنة والهرسك. وهي تقع على أراضي مدينة بيهاتش التابعة لكانتون يونا-سانا في اتحاد البوسنة والهرسك. طبقا لنتائج تعداد البوسنة عام 2013 فقد كان عدد سكانها 501 نسمة.

## التركيبة السكانية

### التطور التاريخي للسكان
| 1961 | 1971 | 1981 | 1991 | 2013 |
| ---- | ---- | ---- | ---- | ---- |
| 334  | 448  | 423  | 661  | 501  |

### المجتمع المحلي
في عام 1991 كان المجتمع المحلي للقرية يتألف من 2,118 نسمة وهم موزعون على النحو التالي:

## وصلات خارجية
- (بالإنجليزية) Maplandia